# 滋賀県道220号松尾寺豊郷線
滋賀県道220号松尾寺豊郷線（しがけんどう220ごう まつおじとよさとせん）は、滋賀県愛知郡愛荘町から犬上郡豊郷町に至る一般県道である。

## 概要
愛知郡愛荘町松尾寺から犬上郡豊郷町大字沢に至る。
県道起点から奥へ林道を登ると、紅葉が美しい湖東三山のひとつ金剛輪寺（松尾寺）に到達する。

### 路線データ
- 起点：愛知郡愛荘町松尾寺（林道金剛輪寺線起点）
- 終点：犬上郡豊郷町大字沢（沢交差点、国道8号交点、滋賀県道204号稲枝沢線終点）
- 総延長：6.2 km

## 路線状況

### 重複区間
- 滋賀県道216号雨降野今在家八日市線（愛知郡愛荘町岩倉 - 愛知郡愛荘町竹原）
- 旧中山道（犬上郡豊郷町大字上枝）

### 道路施設

#### 橋梁
- 目加田東橋（岩倉川、愛知郡愛荘町）
- 四五位橋（豊郷川、犬上郡豊郷町）

## 地理

### 通過する自治体
- 滋賀県
  - 愛知郡愛荘町 - 犬上郡豊郷町

### 交差する道路
| 交差する道路                                   | 市町村名 | 市町村名 | 交差する場所 | 交差する場所    |
| ---------------------------------------------- | -------- | -------- | ------------ | --------------- |
| 林道金剛輪寺線                                 | 愛知郡   | 愛荘町   | 松尾寺       | 起点            |
| 国道307号 / 近江グリーンロード                 | 愛知郡   | 愛荘町   | 松尾寺       | 金剛輪寺交差点  |
| 滋賀県道216号雨降野今在家八日市線 重複区間起点 | 愛知郡   | 愛荘町   | 岩倉         |                 |
| 滋賀県道218号横溝秦荘線                        | 愛知郡   | 愛荘町   | 岩倉         |                 |
| 滋賀県道216号雨降野今在家八日市線 重複区間終点 | 愛知郡   | 愛荘町   | 竹原         |                 |
| 滋賀県道13号彦根八日市甲西線                   | 愛知郡   | 愛荘町   | 東出         | 東出交差点      |
| 滋賀県道221号目加田湖東線                      | 愛知郡   | 愛荘町   | 目加田       | 目加田東交差点  |
| 旧中山道 重複区間起点                          | 犬上郡   | 豊郷町   | 大字上枝     |                 |
| 旧中山道 重複区間終点                          | 犬上郡   | 豊郷町   | 大字上枝     |                 |
| 国道8号 滋賀県道204号稲枝沢線                  | 犬上郡   | 豊郷町   | 大字沢       | 沢交差点 / 終点 |

### 交差する鉄道
- 東海道新幹線
- 近江鉄道本線

### 沿線
- 金剛輪寺
- E1 名神高速道路
  - 湖東三山PA
  - 28-2 湖東三山SIC
- 愛荘町立秦荘歴史文化資料館
- 滋賀県立アーチェリー場
- 堅井之大宮
- 社会福祉法人椎の実会 秦川保育園
- 愛荘町立秦荘東小学校
- 秦荘目加田郵便局
- 目加田城跡
- 豊郷町立日枝小学校
- 豊郷町愛里保育園
- 日枝郵便局
- アスト（スーパー丸善）
- アヤハディオ 彦根豊郷店